# Deuxième expédition hammadide contre les Almoravides
La deuxième expédition hammadide contre les Almoravides a eu lieu en l'an 1102, à Tessala près de Tlemcen. Elle oppose l'armée du sultan hammadide Al-Mansur ben al-Nasir face à l'armée du gouverneur almoravide de Tlemcen; Tashfin ben Tinamar.

## Contexte historique
Les hostilités entre les Almoravides et les Hammadides commencent en l'an 1062 lorsque les Almoravides envahissent le Maghreb al-aqsa. À la suite de cela, le sultan hammadide Bologhine Ibn Hammad lança une expédition et prit la ville de Fès, rejetant les Almoravides dans le désert. L'année suivante, les Almoravides prennent la ville aux Maghraouas et avancent même jusqu'à Tlemcen. En 1081, les Almoravides tentent d'envahir le territoire hammadide mais Al-Mansur et son fils Abd-Allah les repoussent. À son retour à Bejaïa, les Banu Wamanu se révoltent, Al-Mansour sortit réprimer la révolte mais il subit une défaite et rentre vers sa capitale. Lors de son arrivée à Bejaia, par colère, il tua sa femme, sœur du chef des Banu Wamanu. 

## Déroulement
À la suite du meurtre de sa mère, le fils de Makhoukh se rend à Tlemcen pour obtenir l'appui d'Ibn Tinamer. Le gouverneur almoravide de Tlemcen marcha sur Alger et l'assiégea pendant 2 jours. À la suite de ces évènements, Mohamed Ibn Tinamer décède et il est remplacé par son frère Tachefin Ibn Tinamer, ce dernier alla s'emparer d'Achir. En apprenant ces nouvelles le sultan hammadide est indigné au plus haut degré, il appela sous ses drapeaux 20,000 hommes. Il rencontre l'armée de Tachefin près de Tessala et leur infligea une telle défaite qu'il courut se réfugier dans les montagnes. 
L'armée d'Al Mansour avait déjà commencé à saccager la ville de Tlemcen quand la femme de Tachefin sortit devant le sultan et implora sa miséricorde, en invoquant les liens de parenté existent entre les deux nations sanhadjiennes,.

## Conséquences
Al-mansour fut profondément touché par la démarche de cette dame, il l'accueillit de la manière la plus honorable, épargne la ville et reprit chemin la même matinée vers sa capitale. Al-mansour raffermit son pouvoir et son autorité en attaquant les tribus zénètes qui occupaient les environs de Béjaïa, il soumet des tribus, que jusque-là aucun souverain hammadide n'a réussi à soumettre.